# Naturpatruljen
Naturpatruljen var et børneprogram, der foregik i naturen. Det blev sendt ugentligt på DR1. Medvirkende var Sebastian Klein (som Dr. Pjuskebusk), Martin Keller og Ketil Teisen.
Faste indslag var "Gæt en Lort", hvor Martin og Ketil skulle gætte en lort fra et dyr ud fra nogle ledetråde Dr. Pjuskebusk gav dem. Til dette indslag hørte også sangen "Gæt en Lort", komponeret af Martin Keller.
Programmet blev sendt fra 1997 til 2003. Programmet blev populært og blev genudsendt i 2007 og i 2016 på DR Ramasjang.
I 2004 modtog serien TDC Børnepris, der blev uddelt første gang dette år.

## CD
Der blev udgivet en CD med sange fra programmet kaldet Hey, hey Doktor Pjuskebusk i 2003
1. "Hey, hey Doktor Pjuskebusk"
2. "Venskab"
3. "Fjernsynsfluen Fredolin"
4. "Godmorgen"
5. "Naturpatruljesangen"
6. "Hej sol"
7. "Patruljebåden"
8. "Sommersol"
9. "Madsangen"
10. "Trafiksangen"
11. "Sommerferie"
12. "Sommerfugl"
13. "Er I parat"
14. "Fjeld"
15. "Natursangen"
16. "Julesangen"
17. "Slutsangen"
18. "Gæt en lort" (remix)
19. "Hey, hey Doktor Pjuskebusk" (remix)
20. "Fjernsynsfluen Fredolin" (remix)
21. "Venskab" (remix)
22. "Stjernediamanter"